# 方陣近迫武器系統

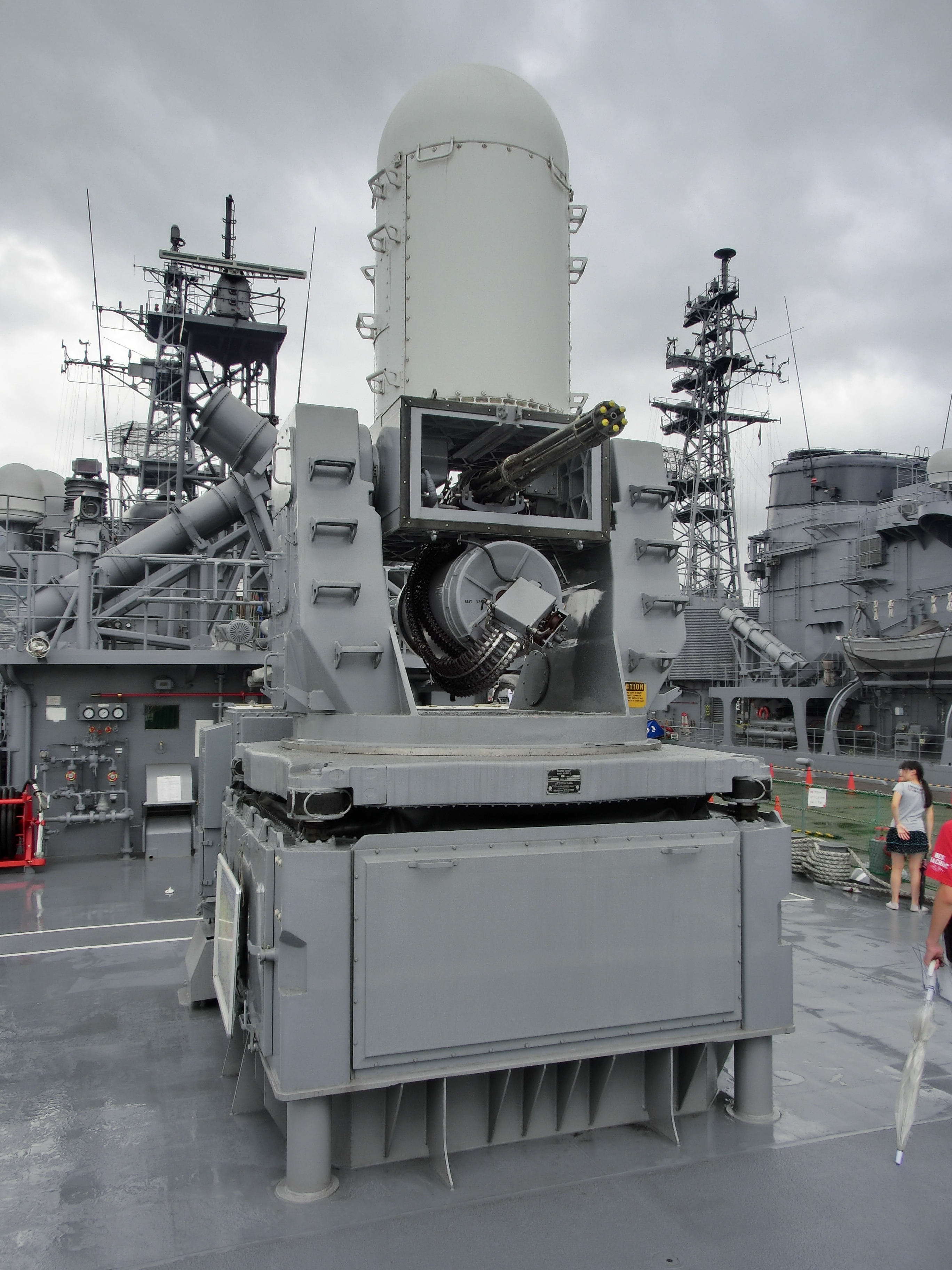
日本海上自衛隊阿武隈級護衛艦阿武隈號護衛艦上所配備的方陣Block 0 快砲

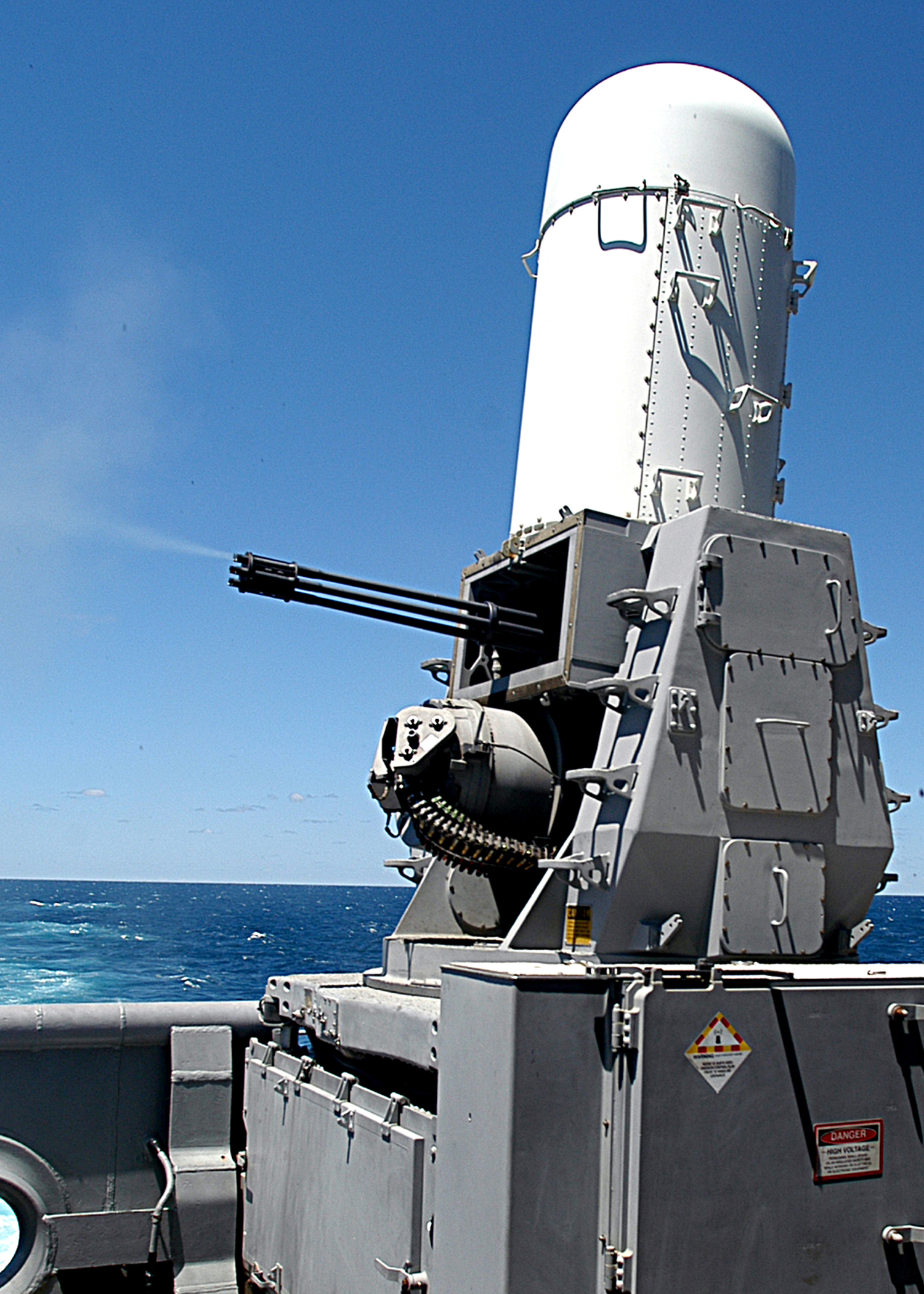
美国海军两栖攻击舰卡尔萨基号（USS Kearsarge LHD-3）上所配備的方陣Block 1快砲

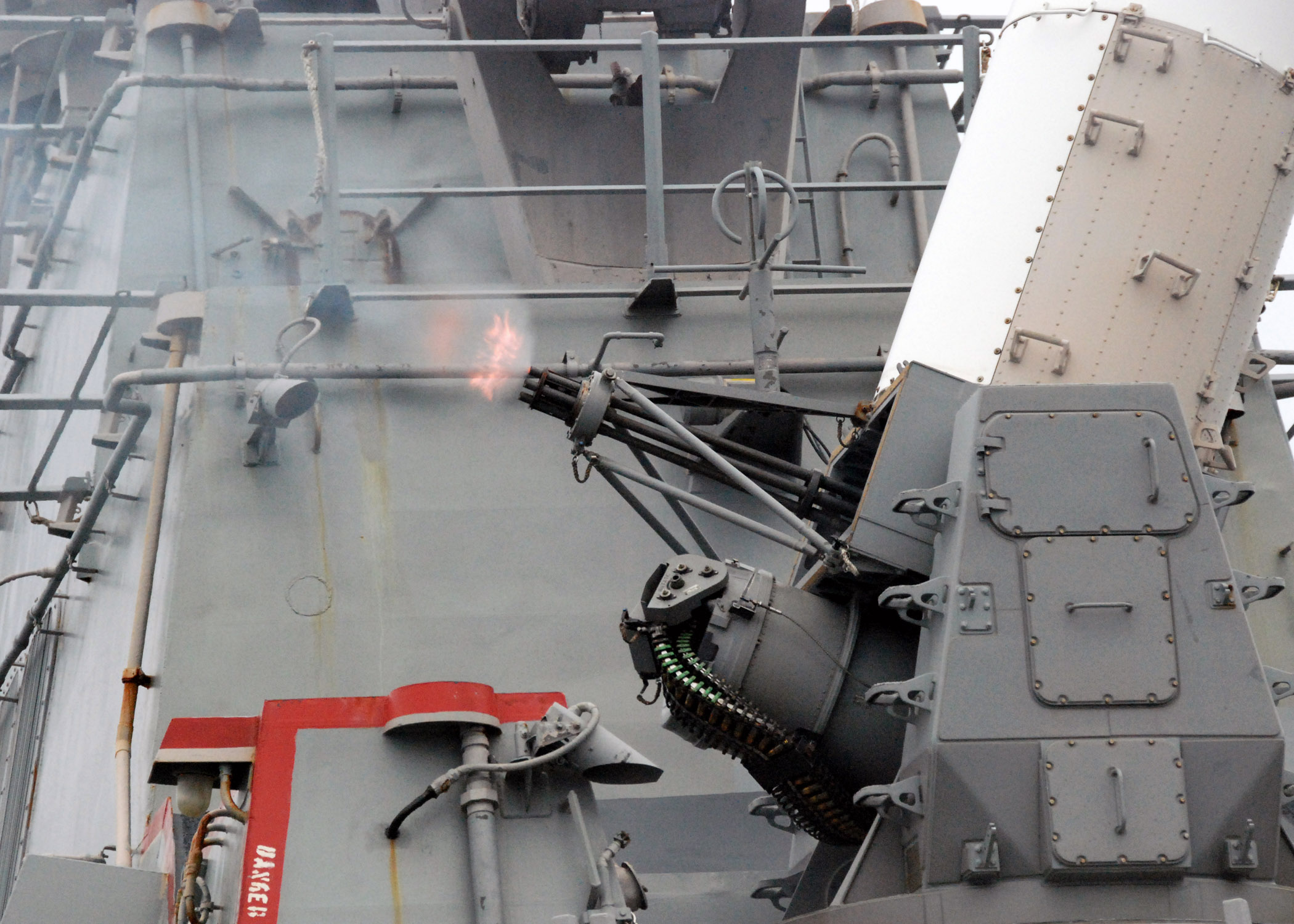
方陣Block 1A 快砲

密集阵近迫武器系統（Phalanx Close-In Weapon System），通稱方陣快砲，泛用於美國海軍及二十個以上盟國海軍的各級水面作戰艦艇上，是一種以反制飛彈為目的而開發的近迫武器系統，最早由通用動力公司波莫納廠開始製造，目前則由雷神公司負責製造。

## 開發

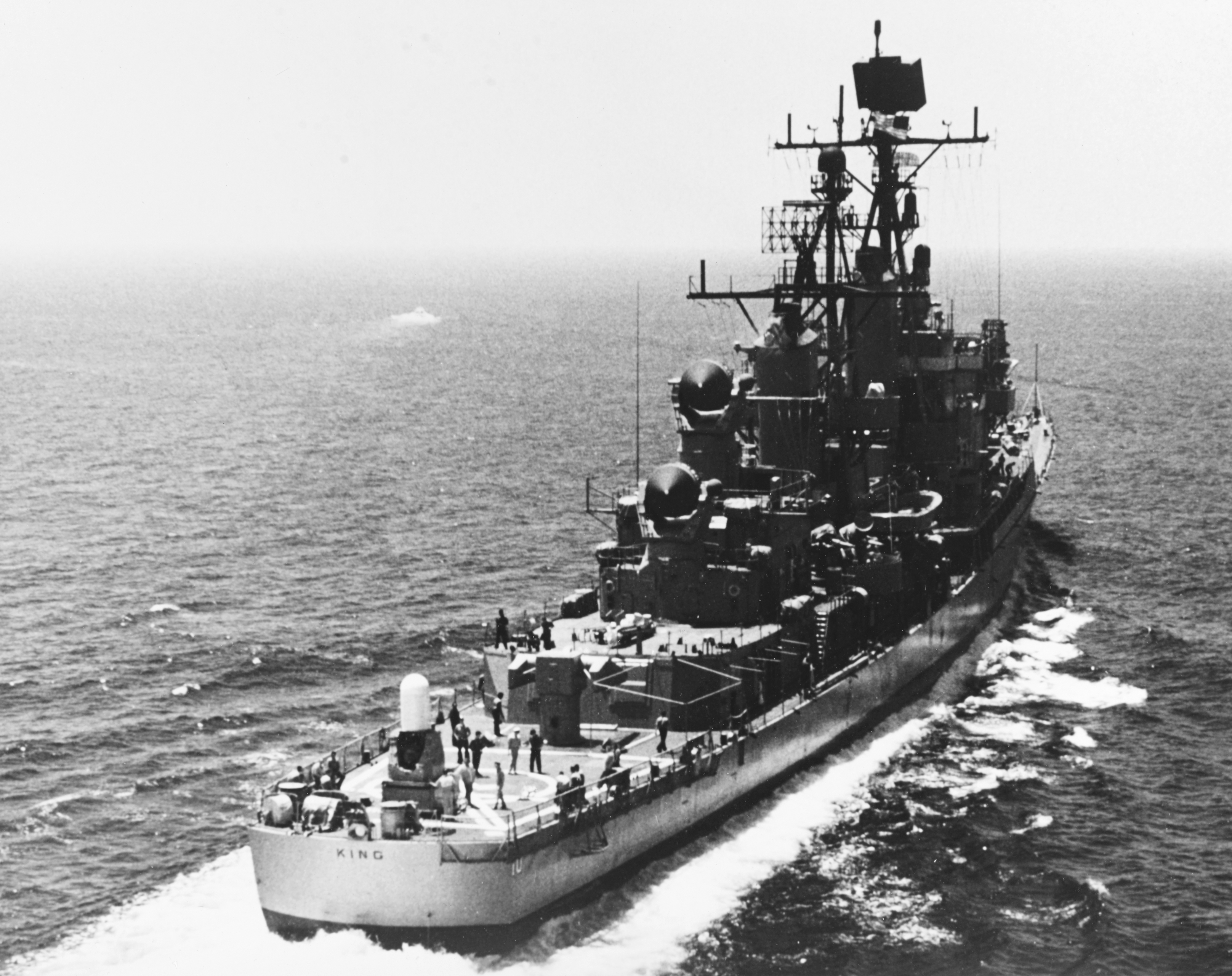
1973年在金恩號驅逐艦上測試的原型方陣快砲

方陣系統開始構想規劃，始於1967年以色列海軍艾略特號驅逐艦被擊沉後，美國從以阿戰爭與其它途徑確定蘇聯有著可掠海飛行的反艦飛彈，如果是由潛艦發射，水面艦獲得警告的時間大幅縮短。因此從1968年開始研究防禦飛彈的艦載裝備，火控系統發包給休斯電子，而防禦武器將與海麻雀防空飛彈任務互補。第一套技術演示的方陣快炮在1970年代於新墨西哥的白沙實驗場進行，1973年原型方陣快炮裝設在金恩號驅逐艦，在1973年8月至1974年3月實施測試。海軍在計畫初期對該系統表示疑慮，因此到1974年7月才增購6座原型方陣進行更複雜的戰術測試。1974年11月，方陣快砲安裝在一艘報廢的艾倫·M·桑拿級驅逐艦阿爾弗雷德·A·坎寧安號驅逐艦上，以各種美軍現役飛彈對方陣快砲進行實際戰術評估。1976年，一套方陣快砲安裝在薛曼級驅逐艦上，檢測在電磁干擾狀態下方陣快炮的追蹤和搜索雷達操作的可靠度。
1977年7月，方陣快砲正式制式化，在美國海軍武器測試艦比吉洛號（USS Bigelow）上測試，1977年12月30號得到正式量產合約，為美國海軍量產23座、海外用戶生產14座方陣快砲。1978年開始量產，1979年9月撥交首批次量產版，1980年4月安裝在珊瑚海號航空母艦，正式服役。第一個採用方陣快炮的外國用戶是沙烏地阿拉伯海軍，在1981年9月配備，在1984年後，美軍開始在登陸艦、補給艦等非一線戰鬥艦艇上加裝方陣快砲，更換舊有的防空火炮。美軍在方陣快砲的外銷上釋出得相當快，令方陣迅速成為美國盟國泛用的艦載近迫防禦武器。

## 技術概述
方陣快砲火炮和雷達整合在同一個炮座上，頂端標誌性的白色護罩內為雷達裝置，其白色圓桶狀的外形也常被暱稱為「R2-D2」，源自電影《星際大戰》裡一個知名的機器人。設計上，方陣快炮可進行全自動防禦，即給定目標的資料後，就可以完全靠內建的雷達搜索、追蹤、目標威脅評估、鎖定、開火；方陣快炮的炮口可以以每秒126度的速度水平移動、垂直移動則是每秒92度，大部分狀況下可以在1.5秒內將炮口對準目標方位。方陣炮座的面積佔5.5平方公尺，安裝不必在甲板上挖洞，只需要確保安裝的甲板位置有足夠的結構強度且可供應電力與冷卻線路即可，具有安裝容易的優點。
方陣快炮的供電為440伏特／60赫茲三相交流電，搜索狀態時需求電力18Kw、追蹤狀態時需求電力70kw。方陣快炮內部的電子系統採用液冷式冷卻，需要由船艦供水，在全系統運轉時每分鐘需要31.75公升的冷卻水，在供水泵故障下方陣快炮內部的電子零件仍可繼續維持30分鐘運轉。
方陣系統的遙控操作台設置於艦橋內，每個控制台最多可控制四組方陣系統，可進行目標分配與監控等工作。另外，每套方陣系統都有一個各自獨立的本機控制台，一般設置於方陣系統附近的抗震艙室內，負責控制該套方陣系統的運作，可作為遙控操縱台失效時的備援。兩種操控台也能一起使用。一般配置三名操作人員，一名射手，兩名裝填手。
方陣快砲接戰邏輯的初期規劃，是在5,600碼（5,100公尺）距離偵測到目標、4,300碼（3,900公尺）距離捕捉目標、2,500碼（2,300公尺）距離開始射擊，最近接戰距離為100至230碼（91至210公尺）。美軍最初開出的技術要求是從偵測到捕捉目標要在2秒內，並以平均使用200發彈藥的條件下破壞目標。
但相對的，方陣系統「單打獨鬥」的特性也是個缺點，只倚賴自身的雷達火控系統進行接戰，與艦上其他系統沒有協同互助。即使艦載雷達已經精確捕捉並鎖定目標，方陣系統解除保險後仍然必需重新以自身的雷達進行空域搜索，不僅多浪費時間，也增加了漏失目標的可能性，且方陣快砲也無法從敵友辨識系統得到支援資訊，因此一旦啟動方陣快砲就是敵我不分攻擊目標。此外，受限於載台的限制，方陣系統的雷達只能與機砲共用同一個迴旋/俯仰角，無法獨立執行廣域搜索，因此系統開機後只能一次攻擊一個目標。這個缺點在近年來已經藉由和神盾戰鬥系統進行整合而獲得不小的改善。
近年來因為新型超音速掠海反艦飛彈普及，來襲飛彈通過軍艦防空武器有效攔截區域的時間大幅縮短，射程有限的機砲式系統作用日小，再加上砲彈口徑過小，容易造成攔截無效這個致命的缺陷，已不少艦艇改採用海公羊等短程飛彈系統取代，但由於飛彈採購成本並非全部國家都能負荷，且對抗小型船隻自殺突擊等任務仍有需求，因此還是有不少新艦艇仍繼續採用機砲式系統。

## 演進

### MK-15 Block 0
採用M61A1火神式機砲，砲管長76倍徑、膛線為9條左旋設計，使用20MM口徑彈藥（視任務內容可以替換），有效射程約450至1800公尺（最大射程紀錄5,486公尺）。每分鐘射速3,000發。作為戰鬥機的原始用途時，M61機砲射速可達每分鐘6,600發，轉用在方陣快砲上時因權衡攻擊效率與次數而降低射速設定，以免彈藥快速耗盡。砲座為GD的MK-72（最初稱為EX-83）。作用原理是在開火的短時間內傾瀉出大量彈藥，在雷達計算出的飛彈可能經過路徑上形成極為密集的彈幕，以達到攔截擊落的目的。
砲座底部的彈藥箱約可容納989發砲彈，設計上方陣對每個目標使用約200發砲彈就可攔截，所以理論上一座裝滿彈藥的方陣系統能連續接戰五個目標。不過前提是這五個目標必需在相近的方位先後出現，如果多目標從不同方為同時來襲，方陣系統接戰完第一個之後需要重新進行搜索，大幅浪費寶貴反應時間。
方陣快砲最初配備的砲彈為MK-149型脫殼穿甲彈，重約100公克，砲口初速約1,113公尺/秒，著重於強化穿甲能力，故非常強調外彈道性能以及縮短飛行時間，為了確保彈頭破壞力，MK-149採用高硬度的衰變鈾彈芯來強化穿甲能力。雷達使用洛克希德公司研發的AN/VPS-2 Ku頻搜索/高回復率脈衝都卜勒追蹤雷達。內有一對搜索與追蹤天線、天線隨動系統和穩定平台。VPS-2雷達的搜索天線作用距離約5.12公里，波束扇面涵蓋整個垂直區域，採用高精確度的電子波束，能有效偵測從水平到天頂來襲的敵方武器，並採用高、中、低三個重復頻率探測目標，有效解決近距離偵測的模糊和遮擋的問題，準確地探測到真實目標。追蹤天線的最大使用距離為1.892公里。
第一代的方陣系統缺陷頗多，最常見的有保養不易、易受海水侵蝕、反射式雷達天線難以追蹤偵測以接近垂直角度來襲目標、彈藥再裝填作業緩慢（兩名人員需花10~30分鐘才能完成）等等問題，因此在1980年代即被下一代系統取代。

### MK-15 Block 1
又稱方陣Block 1，是方陣快砲家族第一款改良型，於1981年產出原型，1981年底至1982年5月在美國海軍中國湖試驗場進行各種測試，1986年通過驗收量產，1988年首先安裝於威斯康辛號戰艦上。相較於前一代最顯著的差別是以新的四片式背接平面雷達天線取代原有的2D反射式掃瞄天線，其中一組負責偵測大角度（包括90度垂直方向）目標，另一組則偵測低角度目標，使其搜索能力與目標更新速率都比早期方陣高出一倍。
方陣Block 1射擊仰角高度提升到70度，因應蘇聯開發的反艦飛彈；裝彈箱容量增加到1,550發，並在砲座周圍裝上一層擋板以避免海水侵蝕。火神砲的進彈驅動馬達也從原先的液壓馬達進彈更換為氣壓馬達進彈結構，射速增加到每分鐘4,500發，砲管材質也更換為更耐海水與鹽分腐蝕的成分。配備的彈藥也從貧化鈾彈更換為鎢合金彈芯材質的MK-149-4，新的彈藥維持了相等的破壞力之餘，亦避免衰變鈾始終揮之不去的環境汙染問題。為了解決人工裝填緩慢的問題，Block1換裝西屋公司研發的「方陣甲板裝填系統（Phalanx Deckloader System，PDS）」，將彈鏈預先置於彈艙內，使得再裝填作業時間縮短至4分鐘，大幅強化方陣在高密度攻擊環境時的接戰能力。

### MK-15 Block 1A/B
主要的改良項目除了加強對付超音速掠海反艦飛彈，並強調小型水面目標與空中慢速目標的應付能力。
起先方陣的主要任務是攔截反艦飛彈，為了避免過高的虛警率，方陣的目標指示系統會自動將低速目標過濾掉。而為了應付小型水面目標，最初第一代的方陣系統擁有人工操作模式，但由於冷戰期間美國艦隊注重大洋作戰型態，近距離遭遇小型艦艇的機率實在不高，故將手動接戰模式取消。
到了1980年代，美軍開始涉入波斯灣事務時，開始面臨伊朗小型快艇的威脅，美國海軍在艦艇上加裝MK-25機砲與0.5英吋機槍應對，但由於艦體在水面上會搖晃，這兩種依賴人力操作且無穩定裝置的武器命中率極差，半吋機槍也顯得威力不足。
為此，美國海軍在1980年代打算開發「先進小口徑機砲系統（AMCGS）」來滿足此一需求。就在此時，美國海軍發現近岸環境中另一種潛在的威脅，慢速輕型飛機與直昇機，它們同樣是艦載作戰統與雷達容易忽略的目標，前者可發動自殺攻擊，後者則能攜帶火箭、反戰車飛彈等武器進行偷襲。為此海軍又打算開發「穩定武器平台系統（SWPS）」來因應此一威脅。這兩個計畫的任務看來十分類似，所以美國海軍在1991年開始評估將兩者合併為同一計畫。經過評估，海軍德格潤水面作戰研究中心（NSWCDD）做出以下結論：『現有的方陣近迫武器系統經過改良就能滿足AMCGS與SWPS的需求，不必另外發展新系統。』在一次測試中，方陣系統於1550m的距離射擊一艘快艇並命中10發，研究命中部位時發現方陣的20mm機砲只需少數命中彈，就可重創並癱瘓一艘小型快艇以及艇上人員，如此就不用浪費太多彈藥以至於影響防空任務。改良後的方陣系統在接戰水面、慢速空中目標期間如果發現高速來襲之空中目標時，將優先轉換為防空模式，將其擊落後才繼續進行原本的接戰任務。
此外，美國海軍還為方陣研發適合攻擊慢速目標的新彈藥。原本的彈藥力求穿透性以引爆反艦飛彈的半穿甲弹頭，因此彈蕊極為堅硬。但在對付飛機或其他慢速目標時，這種彈藥很可能會完全貫穿目標而不破碎，因此砲彈的動能都被砲彈帶走而不是用於破壞目標上。因此海軍設計另一種彈頭，利用壓縮方式將鎢合金粉末壓製成穿甲彈彈蕊，在穿透目標後很容易碎裂，這樣就能將砲彈的動能有效施加於目標之上而造成較大的破壞。MK-15 Block1A/B的測試記錄極為輝煌，兩者都曾成功攔截模擬SS-N-22日炙飛彈以超音速掠海飛行並進行高G閃避的的汪達爾EER靶機（雷神公司公開宣稱這是全世界唯一以機砲式武器系統擊落此類目標的紀錄），而1B由於新型OGB砲管與ELC彈藥，進行反飛彈射擊測試時第一發命中彈的距離足足是1A的兩倍。在柏克級飛彈驅逐艦豪伍德號成軍前的測試中，艦載的兩具方陣1B表現優異，成功追蹤並擊落超音速與次音速的掠海飛行目標，也與姊妹艦拉森號同時模擬以方陣系統射擊多艘快艇。在此測試中，與豪伍德號的神盾戰鬥系統連結的方陣1B表現得相當有智慧，射控電腦在指揮方陣射擊多快艇目標時突然發現反艦飛彈來襲，便迅速切換至對空反飛彈接戰模式，將來襲飛彈擊落。方陣1B最初配備在12艘配備MK-92 Mod6射控系統的末期量產版派里級巡防艦以及阿利·伯克級驅逐艦上，未來將陸續換裝於美國海軍其他的艦艇。美國海軍預計將艦隊中所有的方陣系統都提升為1B，盟國也會陸續進行類似的升級。

#### MK-15 Block 1A
針對超音速掠海反艦飛彈的威脅進行升級，方陣1A以新的CDCAMP射控電腦（微處理器採用MIPS科技公司的R3000）取代CDC。
此系統由GD開發，合約在1990年3月簽署。CDCAMP的程式以美國軍規Ada高階電腦語言（High Order Language，HOL）撰寫，故又被稱為HOL射控電腦。原先方陣使用的CDC射控電腦運算能力有限，會被法國飛魚反艦飛彈或俄製SS-N-22日炙等飛彈的終端不規則3D運動所擾亂，無法指揮機砲進行射擊修正。而CDCAMP的處理能力則為CDC的一百倍，不僅可操作卡爾曼濾波等程式來有效追蹤俄羅斯SS-N-22日炙飛彈之類以超音速進行3D不規則閃避的掠海飛行目標，也能操作追蹤水面與慢速空中目標的程式。
此外，CDCAMP也經由美國制式SAFENET資料匯流排連接艦上作戰系統，如此方陣就不再是特立獨行的系統，能與艦上其他系統分享偵測資料並協調作戰，大幅增加了整體艦載防空系統的運作效率。除了射控電腦的改良外，方陣1A另一改良要項是火砲本身射擊的穩定度與彈著密集度。原始方陣使用的機砲原始設計希望增加彈著散佈以增加殺傷率，但是分佈太廣導致只有少量砲彈命中超音速反艦飛彈，威力不足以有效攔截。而日後隨著方陣射控計算與雷達的改良，瞄準精確度日益提升，使其不再需要靠較大的彈著散佈來增加命中率。因此，1A增設砲管支架與附帶的砲箍來固定砲管，以降低砲管在高速射擊時產生的晃動，使其彈著更加密集，顯著降低了瞄準誤差並強化機砲射擊時的穩定性。在1994年的測試中，1A成功擊落超音速掠海飛行並且進行高G閃避運動的靶機，使其成為全球第一種成功攔截此類目標的機砲式武器系統；此外，1990年代初的測試中也輕易擊落終端掠海、命中前突然拉高（Pop-Up）的魚叉反艦飛彈。

#### MK-15 Block 1B

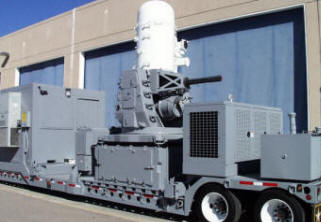
C-RAM（Counter-RAM）武器系統所裝備的MK-15 Block 1B。

改進目標是有效應付水面目標以及低空慢速目標，並進一步強化攔截超音速反艦飛彈的能力。對抗慢速目標不同於反艦飛彈，需要精確的敵我辨識以免誤擊無辜；方陣1B在雷達罩左側加裝一具英國皮爾肯頓（Pilkington）公司的HDTI-5-2F超長波長高解析度紅外線熱影像系統，並在戰情室內增設一個手動操控台。HDTI-5-2F偵蒐頻率為超長波長紅外線，該波段較不易被反射自水面的太陽光、方陣本身發射時的煙霧與火光所干擾，較過去使用的超長波（波長8~12mm）與中波長紅外線（波長3~5mm）可靠度更高；同時紅外線熱影像也整合輔助射控雷達辨識目標，大幅提昇方陣追瞄小型高速目標的精確度。在測試中發現HDTI-5-2F追蹤掠海目標的誤差（0.1~0.5mrad）要比方陣的雷達（2~3mrad）低很多。
方陣1B在火砲上也進行改良，換裝MK-244 Mod0脫殼穿甲彈，又稱殺傷力強化彈藥（ELC）。ELC的尺寸與M61A1原先使用的MK-149彈藥相同，但是換用更強的裝藥與改良的高密度鎢合金彈頭，彈芯重量由MK-149的70克增加至105克，子彈總重則從100克增加至150克，推進能量與膛壓都大幅增加，命中目標時的動能相當於30mm砲彈。為了配合ELC更高的裝藥量與發射初速，1B換裝更堅固且更長的OGB砲管，砲管長度由原先76倍徑增加到99倍徑，達到發揮傳統管型火砲發射藥動能的理論上限，每根OGB砲管的重量比原來的砲管增加一倍，達到17.2kg，厚度與強度均增加不少。砲管支架與砲箍也改用新型設計，讓兩者各自獨立（1A的砲管支架與砲箍是連為一體的），新的砲箍更長且更穩固，新砲管支架的結構也比1A更為複雜與強化。與早期型方陣相較，1B以OGB砲管發射50發ELC砲彈時，誤差從原來的1.2明顯降至0.8，可在較遠距離達到第一發命中或相同距離內命中目標更多發彈藥。方陣1B的第一套原型於1999年安裝在派里級巡防艦的昂德伍德號上進行測試，而第一套正式量產型則於2000年9月安裝於派里級泰勒號巡防艦上。
除了FLIR及改良火神炮，方陣BLOCK 1B後續進行火炮控制電腦改良，代號方陣1B基線2（Baseline 2）；經過基線2工程改良後，射控電腦可靠性及平均故障間格時間均有提升，美國海軍計畫在2019年將所有配備方陣快砲的軍艦完成這項升級工程。
2020年，方陣1B基線2版本出售給南韓2座搭配4,000發子彈，總價3,900萬美元，扣除子彈之金額後，一座方陣售價約為1,900萬美元。

### 未完成的方陣
為了滿足21世紀的海上作戰需求，通用動力在1987年提出MK-15 Block2與CIWS-2000的研究意向。依照海軍的要求，此種新系統需提高砲口初速、砲彈質量、射速與命中率。而為了強化對海上目標的攻擊能力，CIWS-2000還打算在雷達之外，另外加裝前視紅外傳感器、攝影機和自動跟蹤等設備。各國廠商曾提出多種口徑較大的機砲曾參與CIWS-2000，通用動力曾與瑞士Oerlikon-Contraves公司簽約，將該公司「Super-25」七管式25mm旋轉機砲整合在方陣系統上進行測試（此砲先前已經用於Myraid近迫武器系統上）。此機砲使用25x184毫米的KBB砲彈，無論是發射初速、射程與威力都勝過原本的機砲。根據一份先期概念合約，通用在方陣的砲座上安裝兩門Super-25機砲，並於1990年5月在澳克森布登試驗場進行了測試。另外，通用動力公司本身也以原有的M-61為基礎，開發出雙聯裝6管25毫米機砲，單砲發射速率便達6000發/分，雙砲射速合計高達12000發/分，其零件數量只有M-61的67%。此砲的砲彈採用獨特的套筒式結構（CasedTelescoped），體積比同口徑的常規砲彈小，整個砲彈封裝在鋼殼內；此砲歷經6000發套筒式砲彈的發射試驗，期間未發生停射故障。此外，此計畫也曾考慮美國特魯德國際有限公司（Tround Internationnal）提出的25mm開膛砲（open breech machinegun）、德國毛瑟（Mauser）的4管27mm砲等等。
1980年代末期，美國海軍積極準備提出近迫武器系統CIWS-2000計畫，尋覓方陣的後繼型號。在1990年美國海軍展覽會上，通用展出配備雙聯裝25釐米旋轉機砲的MK-15 BLOCK2。在該屆展覽會上，通用另外還展出一種採用一門8管Gatling 35毫米機砲的方陣系統方案，採用無鏈供彈，整體機械結構十分簡單，貯彈量為1200發，發射速率可達8000發/分，並配備光電偵測器。美國海軍原本打算在1991年底或1992年初進行CIWS-2000的招標作業，準備開發替代，並在1992年正式選商簽署開發合約。然而由於適逢東西方全面和解，導致國防經費大受影響，使得MK-15 Block2被迫在1991年宣告終止。

### 其他發展

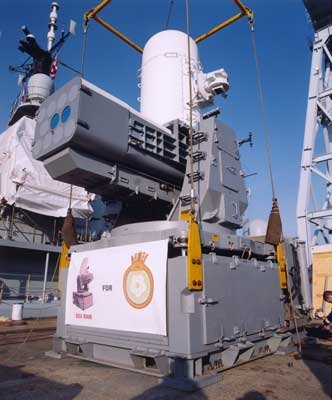
海公羊（SeaRAM）武器系統

雷射武器
2000年，美軍利用方陣近迫武器系統的基座來開發雷射型近迫武器系統，直接以雷射光束摧毀來襲的空中或水面目標。2011年4月8日，美國海軍利用保羅‧佛斯特號防衛系統測試艦（SDTS）在外海成功進行海用高能雷射武器（Maritime Laser Demonstrator，MLD）的測試，這套整合於方陣系統砲座的雷射武器成功擊毀一艘距離1英里外的摩托快艇。此外，雷神公司本身也自費研發雷神雷射區域防衛系統（Raytheon Laser Area Defense System，LADS），同樣採用方陣系統的砲座，可以部署在地面單位。
2014年，美軍在龐塞號船塢登陸艦上實裝了LaWS雷射武器系統，可用於反制無人機、飛彈和水面艦艇。
海公羊飛彈
官方編號MK-15 Mod 31，採用原本的MK-72載台與雷達系統，將機砲更換成飛彈發射器，相比直接換裝海麻雀等短程飛彈系統，大幅降低了換裝成本。海公羊與普通公羊飛彈不同，因為使用原本的方陣雷達射控系統而具有同時瞄準多個目標進行攔截的能力，特別善於對付飛行路線詭譎難料的低空掠海型反艦飛彈。
海公羊飛彈的發射器上可放置11枚飛彈本體，與方陣雷達結合成為一套完全自主的系統，遭遇威脅來襲時也不需要向其他系統獲取更多資料，因此適合使用在各種非戰鬥類船艦上。舉例來說，補給艦不具備戰鬥系統，無法提供武器系統所需的敵襲資料，且在雷達鎖定等感測系統方面的能力也十分有限，因此適合裝配具高度自主性的海公羊系統。
電力供彈版本方陣快砲
2017年4月，雷神公司開始測試使用全電力驅動進彈馬達版本之方陣快砲替換原有的氣動馬達，精簡了氣動馬達、壓縮機、儲氣瓶後，電動進彈版方陣快砲的重量減少了180磅（82公斤），提升可靠性與降低維持成本，並可自由調節射速。但該版本目前未獲得任何用戶之採用。

## 服役事故
- 1994年9月17日14时01分，中華民国海军“汉光十一号演習”的预演阶段，一架受雇於金鷹航空公司的民用里爾噴射機拖着模拟的反舰导弹作为防空標靶。成功號巡防艦方陣快砲却瞄准拖靶机开火，飞机凌空爆炸坠入海中，4名机组人员当场死亡，事後成功號巡防艦首任艦長趙中行上校遭撤職。[3]

- 1996年6月4日14時15分，日本海上自卫队夕雾号护卫舰（日语：ゆうぎり (護衛艦)）參與環太平洋軍事演習（RIMPAC），在实弹防空射击时，舰载密集阵快砲誤擊用5.5公里长的鋼纜拖曳拖靶的美国海军獨立號航空母艦A-6舰载攻击机，两名驾驶员跳伞落海獲救。[4]

## 用戶
- 澳洲
- 巴林
- 加拿大
- 希臘
- 埃及
- 以色列
- 日本

- 墨西哥
- 紐西蘭
- 巴基斯坦
- 波蘭
- 葡萄牙
- 沙烏地阿拉伯
- 南韓

- 泰國
- 土耳其
- 中華民國：MK15 Block 0/1/1A/1B
- 英國
- 美國

## 現代世界相若的近迫武器系統比較
|                         | 中國1130型近程防御武器系统            | 俄羅斯AK-630                                       | 俄羅斯AK-630M1-2                                     | 美國方陣近迫武器系統                 | 荷蘭守門員近迫武器系統                 | 瑞士萊茵金屬歐瑞康千禧年機炮                    | 南非丹尼爾35毫米高平兩用砲             | 義大利標槍式近迫武器系統                       |
| ----------------------- | ------------------------------------- | -------------------------------------------------- | ---------------------------------------------------- | ------------------------------------ | -------------------------------------- | ----------------------------------------------- | -------------------------------------- | ---------------------------------------------- |
| 外觀                    |                                       |                                                    | ×                                                    |                                      |                                        |                                                 |                                        |                                                |
| 採用年份                | 2009年                                | 1976年                                             | 1983年                                               | 1980年                               | 1980年                                 | 2003年                                          | 2005                                   | 1965年                                         |
| 武器                    | 30毫米（1.18英吋）11管式H/PJ-11型舰炮 | 30毫米（1.18英吋）6管式GSh-6-30（AO-18）加特林机炮 | 2×30毫米（1.18英吋）6管式GSh-6-30（AO-18）加特林机炮 | 20毫米（0.79英吋）6管式M61火神式機砲 | 30毫米（1.18英吋）7管式GAU-8复仇者机炮 | 35毫米（1.38英吋）單管式歐瑞康35/1000轉輪式機炮 | 2×35毫米（1.38英吋）單管式GA35速射機炮 | 40毫米（1.57英吋）雙管式波佛斯40毫米L/70高射砲 |
| 炮彈                    | 30×165毫米 AO-18                      | 30×165毫米 AO-18                                   | 30×165毫米 AO-18                                     | 20×102毫米 NATO                      | 30×173毫米 NATO                        | 35×228毫米 NATO                                 | 35×228毫米 NATO                        | 40×364毫米R                                    |
| 裝彈數，發              | 2×1,280                               | 2,000                                              | 4,000                                                | 1,550                                | 1,190                                  | 252                                             | 2×240                                  | 736                                            |
| 重量，公斤：            | 7,400                                 | 9,114                                              | 11,819                                               | 6,200                                | 9,902                                  | 3,300                                           | 5,500                                  | 5,500                                          |
| 發射速率，發／分鐘      | 9,000／11,000                         | 5,000                                              | 10,000                                               | 4,500                                | 4,200                                  | 200／1,000                                      | 2×500                                  | 600／900                                       |
| 炮口初速，米／秒        | 1,000                                 | 900                                                | 900                                                  | 1,100                                | 1,109                                  | 1,050／1,175                                    | 1,175                                  | 1,000                                          |
| 有效／平軌跡射程，米    | 4,000                                 | 4,000                                              | 4,000                                                | 3,600                                | 2,000                                  | 3,500                                           | 4,000                                  | 4,000                                          |
| 最大射擊仰角，°         | -25/+85                               | -12／+88                                           | -25／+90                                             | -25／+85                             | -25／+85                               | -15／+85                                        | -10／+85                               | -13／+85                                       |
| 最大射擊仰角轉速，°／秒 | ？                                    | 50                                                 | 60                                                   | 115                                  | 100                                    | 70                                              | 40                                     | 60                                             |
| 最大迴旋角度，°         | ？                                    | 360                                                | 360                                                  | -150／+150                           | 360                                    | 360                                             | 360                                    | 360                                            |
| 最大射擊仰角轉速，°／秒 | ？                                    | 70                                                 | 80                                                   | 115                                  | 100                                    | 120                                             | 70                                     | 90                                             |

## 流行文化
- 電影《超級戰艦》：美軍阿利·伯克級驅逐艦遭受外星船艦攻擊時，立即使用了船艦上的方陣快砲進行反制，摧毀了部分外星船艦發射的拋射性武器。

- 電影《流浪地球2》：为保护行星发动机，发动机上安装了大量方陣快砲，在月球危机时，倾尽火力拦截漫天的陨石。

## 外部連結
- Official United States Navy Warfighters Encyclopedia CIWS page
- GlobalSecurity.org fact file （页面存档备份，存于）
- Raytheon Company Phalanx CIWS product page.
- 軍武狂人夢 （页面存档备份，存于）